# Киара Коул
Киара Коул (англ. Kiara Cole; род. 19 апреля 1999, Карбондейл, Иллинойс) — американская порноактриса и эротическая фотомодель.

## Биография
Снималась для таких студий, как Girlfriends Films, Vixen, Digital Sin, Evil Angel, 3rd Degree, New Sensations, Girlsway, Reality Kings, Cherry Pimps, Hustler Video, Brazzers, Pornhub, Naughty America, Mofos и других.
В 2020 году получила первые номинации на премии AVN Awards и XBIZ Award в категории «Лучшая новая старлетка».
На сегодняшний день снялась в более чем 190 фильмах.

## Награды и номинации
| Год  | Награда    | Результат | Категория                               | Фильм                                   |
| ---- | ---------- | --------- | --------------------------------------- | --------------------------------------- |
| 2020 | AVN Awards | Номинация | Лучшая новая старлетка                  | н/д                                     |
| 2020 | AVN Awards | Номинация | Лучшая актриса — короткометражный фильм | Game of Bones 2: Winter Came Everywhere |
| 2020 | AVN Awards | Номинация | Fan Award: Hottest Newcomer             | н/д                                     |
| 2020 | XBIZ Award | Номинация | Лучшая новая старлетка                  | н/д                                     |
| 2021 | AVN Awards | Номинация | Лучшая сцена орального секса            | It’s All About the Suction              |
| 2021 | XBIZ Award | Номинация | Лучшая новая старлетка                  | н/д                                     |